# Motor City Scene
Motor City Scene è un album di Donald Byrd e Pepper Adams, pubblicato dalla Bethlehem Records nel 1961. Il disco fu registrato nel 1960 a New York City, New York (Stati Uniti).

## Tracce
Lato A
1. Stardust – 10:15 (Hoagy Carmichael, Mitchell Parish)
2. Philson – 10:40 (Pepper Adams)

Lato B
1. Trio – 8:05 (Errol Garner)
2. Libeccio – 8:30 (Pepper Adams)
3. Bitty Ditty – 6:45 (Thad Jones)

## Musicisti
- Donald Byrd - tromba
- Pepper Adams - sassofono baritono
- Kenny Burrell - chitarra
- Tommy Flanagan - pianoforte
- Paul Chambers - contrabbasso
- Louis Hayes (come Hey Lewis) - batteria[3]